# Тринадцатый этаж
«Трина́дцатый этаж» (англ. The Thirteenth Floor) — научно-фантастический фильм 1999 года, режиссёром и сценаристом которого является Йозеф Руснак. Продюсером картины выступил Роланд Эммерих вместе с принадлежащей ему компанией Centropolis Entertainment. Основой фильма послужила вольная интерпретация романа Дэниэла Фрэнсиса Галуйе «Симулакрон-3» (1964) и снятый по его мотивам фильм Райнера Вернера Фасбиндера «Мир на проводе» (1973). Главные роли в картине сыграли Крейг Бирко, Гретчен Мол, Винсент Д’Онофрио, Деннис Хэйсберт и Армин Мюллер-Шталь.
В 2000 году «Тринадцатый этаж» был номинирован на премию «Сатурн» как лучший научно-фантастический фильм, но проиграл фильму «Матрица».

## Сюжет
Бизнесмен Хэннон Фуллер владеет компьютерным предприятием в Лос-Анджелесе стоимостью в два миллиарда долларов и является изобретателем системы виртуальной реальности, имитирующей Лос-Анджелес 1937 года и населённой персонажами с искусственным интеллектом, которые не знают, что они являются компьютерными программами. Фуллера убивают как раз в тот момент, когда он начинает предварительное тестирование системы VR, а его друг и протеже Дуглас Холл, который также является наследником компании, становится главным подозреваемым. Улики против него настолько убедительны, что Холл начинает сомневаться в собственной невиновности.
Во время встречи с детективом полиции Лос-Анджелеса Ларри Макбейном Холл знакомится с неожиданно возникшей дочерью Хэннона Фуллера, Джейн Фуллер, которую он никогда не видел, но ощущает эффект дежа-вю.
Холл с помощью своего помощника Уитни пытается узнать какое сообщение Фуллер оставил для него внутри системы. Перенесясь в виртуальную реальность, Холл становится банковским клерком по имени Джон Фергюсон. Ранее Фуллер, находясь в VR, оставил письмо для Холла и передал его бармену отеля по имени Джерри Эштон, который, прочитав послание, узнал, что является виртуальным персонажем, но принял это за шутку. Холл находит Эштона, но тот лжёт ему насчёт письма и замечает, что Холл, вернувшись из туалета отеля, становится Фергюсоном, и начинает понимать, что что-то не так. 
В перерывах между допросами Холл встречается с Джейн Фуллер и заводит с ней роман. Происходит убийство бармена Тома Джонса, ставшего свидетелем убийства Фуллера, а затем шантажировавшего Холла, которого берут под арест. Его отпускают, когда Джейн обеспечивает ему алиби.
Вновь войдя в VR Холл выясняет, что Фуллер всё же оставлял ему письмо через бармена. Эштон к тому времени успел сверить прочитанное в письме с окружающей его реальностью. Испугавшись и разозлившись, он рассказывает об увиденном Холлу, а затем пытается убить его. Холл едва выживает и благодаря помощи Уитни спасается из виртуального мира.
Макбейн сообщает Холлу, что Джейн не существует, так как у Фуллера никогда не было дочери. Холл в поисках Джейн обнаруживает её двойника — Наташу Молинаро, работающую продавцом в продуктовом магазине, но та не узнаёт Холла. Тогда Холл догадывается, что Молинаро — лишь персонаж и решает повторить эксперимент Эштона: он едет на машине туда, куда он никогда бы и не подумал поехать. В результате Холл оказывается в буквальном смысле на краю света, за которым мир становится каркасной моделью. Холл понимает, что за посланием Фуллера скрывается откровение: Лос-Анджелес 1999-го, также как и 1937 года, является симуляцией, а сам он, как и все остальные — персонажи.
Джейн Фуллер объясняет Холлу правду: существуют тысячи виртуальных миров, но мир Холла — единственный, создавший имитацию внутри имитации. Джейн Фуллер живет в реальном мире за пределами симуляции 1990-x годов. После смерти Фуллера она вошла в виртуальную версию, чтобы выдать себя за дочь Фуллера, унаследовать компанию и закрыть проект 1937 года, но этот план сорвался, когда Фуллер изменил завещание и Холл стал наследником компании. Виртуальный Холл был создан по образцу Дэвида, мужа Джейн, который является его пользователем. Дэвид совершил убийства в облике Холла, поскольку стал психопатом из-за длительного использования симулятора реальности для воплощения своих мрачных фантазий. Джейн также признаётся, что полюбила Холла ещё задолго до их встречи.
Уитни попадает в симуляцию 1937 года, загрузившись в тело бармена Джерри Эштона, который похитил Фергюсона (личность Холла в 1937 году) и перевозит его в багажнике своей машины. Когда Уитни погибает в ДТП в симуляции 1937 года, сознание Эштона перемещается в тело Уитни в симуляции 1999 года. Холл объясняет Эштону, что его нет в реальном мире, и что они оба являются субъектами симуляции. Холл отводит Эштона в место, где тот «родился»: на тринадцатый этаж в серверную комнату. В этот момент Дэвид снова загружается в Холла, чтобы убить Эштона, а затем пытается изнасиловать и убить Джейн. Джейн спасает детектив Макбейн, который стреляет в Дэвида и убивает его. После этого Макбейн просит Джейн сделать одолжение: вернуться туда, откуда она прибыла, и оставить их наконец в покое.
Смерть Дэвида в роли Холла в симуляции 1999 года позволяет искусственному сознанию Дугласа Холла загрузиться в тело Дэвида в реальном мире. Он просыпается в 2024 году, подключенный к системе виртуальной реальности. Дуглас отключает систему и обнаруживает Джейн и её отца, настоящего Хэннона Фуллера. Джейн говорит Холлу, что должна многое объяснить. Изображение на экране схлопывается в тонкую светящуюся линию, а затем темнеет, как при выключении телевизора.

## В ролях
- Крейг Бирко — Джон Фергюсон (1937), Дуглас Холл (1999), Дэвид (2024)
- Гретчен Мол — Наташа Молинаро (1999), Джейн Фуллер (2024)
- Армин Мюллер-Шталь — Грирсон (1937), Хэннон Фуллер (1999 и 2024)
- Винсент Д’Онофрио — Джерри Эштон (1937), Джейсон Уитни (1999)
- Деннис Хэйсберт — детектив Ларри Макбейн (1999)
- Шири Эпплби — Бриджет Манилла (1937)
- Леон Риппи[англ.] — адвокат Джейн (1999)
- Риф Хаттон[англ.] — Джо (1999)
- Джереми Робертс — Том Джонс (1999)
- Джанет Маклахлан — Эллен (1999)
- Стивен Шуб — детектив Зев Берштейн (1999)
- Элисон Ломан — девушка Медвежонка (1937)

## Релиз
«Тринадцатый этаж» вышел в прокат в Дании 16 апреля 1999 года, в Северной Америке — 28 мая 1999 года. Мировые сборы картины составили 18,5 млн долларов, в том числе 11,9 млн долларов в Северной Америке. «Тринадцатый этаж» был выпущен на DVD 5 октября 1999 года и на Blu-ray 14 апреля 2009 года.

## Реакция
«Тринадцатый этаж» получил в основном отрицательные отзывы критиков. На агрегаторе рецензий Rotten Tomatoes «рейтинг свежести» фильма составляет 30 % со средней оценкой 4,50 из 10 баллов на основе 64 обзоров. Консенсус критиков сайта гласит: «Плохой сценарий и запутанный сюжет сводят на нет впечатляющие визуальные эффекты фильма».